# 해럴드 굴드
해럴드 굴드(Harold Gould, 1923년 12월 10일 ~ 2010년 9월 11일)는 미국의 배우이다.

## 출연 작품
- 스튜어트 리틀